# Museo Pablo Gargallo
El museo Pablo Gargallo es un museo dedicado de forma monográfica a la obra del escultor aragonés Pablo Gargallo (1881-1934) que está situado en el número 3 de la plaza San Felipe de Zaragoza (Aragón, España), en el palacio de Argillo, casa de Francisco Sanz de Cortés.

## Descripción

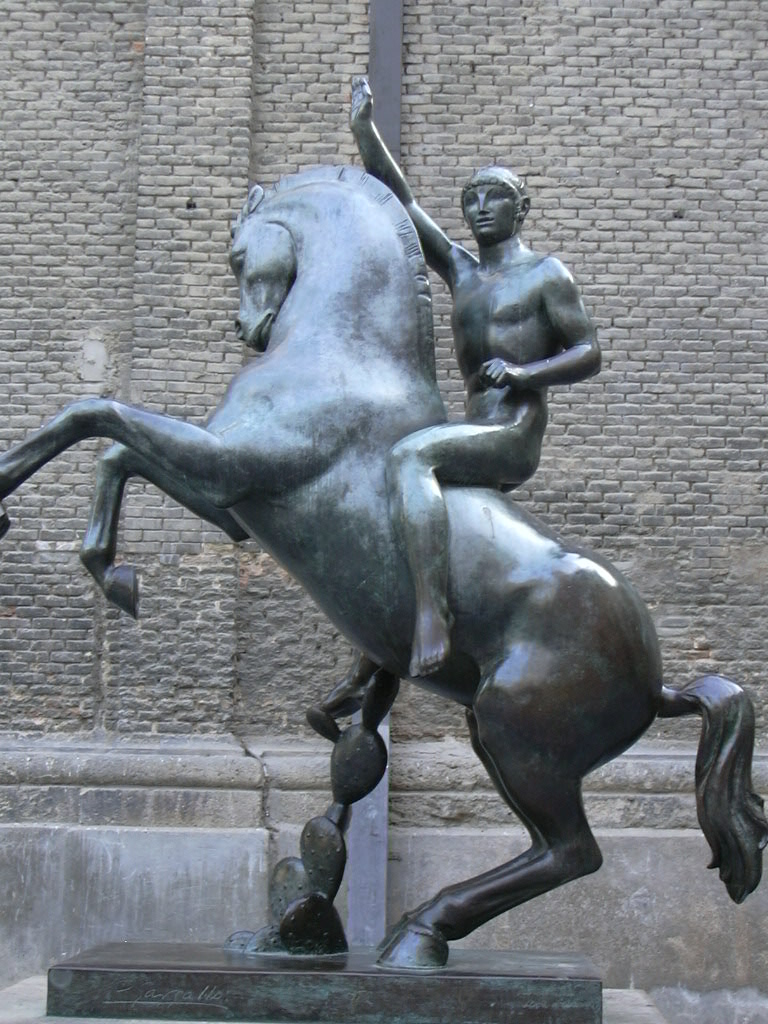
Estatua ecuestre (1929) a la entrada del museo

El museo tiene su origen en 1982 y abrió sus puertas en 1985 merced al acuerdo alcanzado entre el Ayuntamiento de Zaragoza y la hija y heredera de la obra del autor, Pierrette Gargallo. Está situado en el palacio de los condes de Argillo, edificio tardorrenacentista que data de 1661. El palacio cuenta con un patio central abierto y una primera planta con galería interior y varias salas en donde se desarrolla la parte más importante de la exposición.
A principios de 2007 el museo albergaba 177 obras del escultor, incluyendo dibujos, cartones y esculturas, además de numerosa documentación. Entre las piezas exhibidas cabe destacar El profeta, situado en el patio interior, o los dos grupos ecuestres realizados para el Estadio Olímpico de Barcelona en 1929 conocidos como Saludo Olímpico, que reciben al visitante desde la Plaza de San Felipe. 
En febrero de 2007 el museo cerró temporalmente para llevar a cabo unas importantes obras de remodelación, con las que se amplió el espacio útil de exposición en un 40% al añadir un nuevo edificio al museo. La obra, con un presupuesto de 3,7 millones de euros, fue encargada al arquitecto Ángel Peropadre. El 21 de octubre de 2009 se celebró la reinauguración.